# Železniční trať Doboj–Tuzla

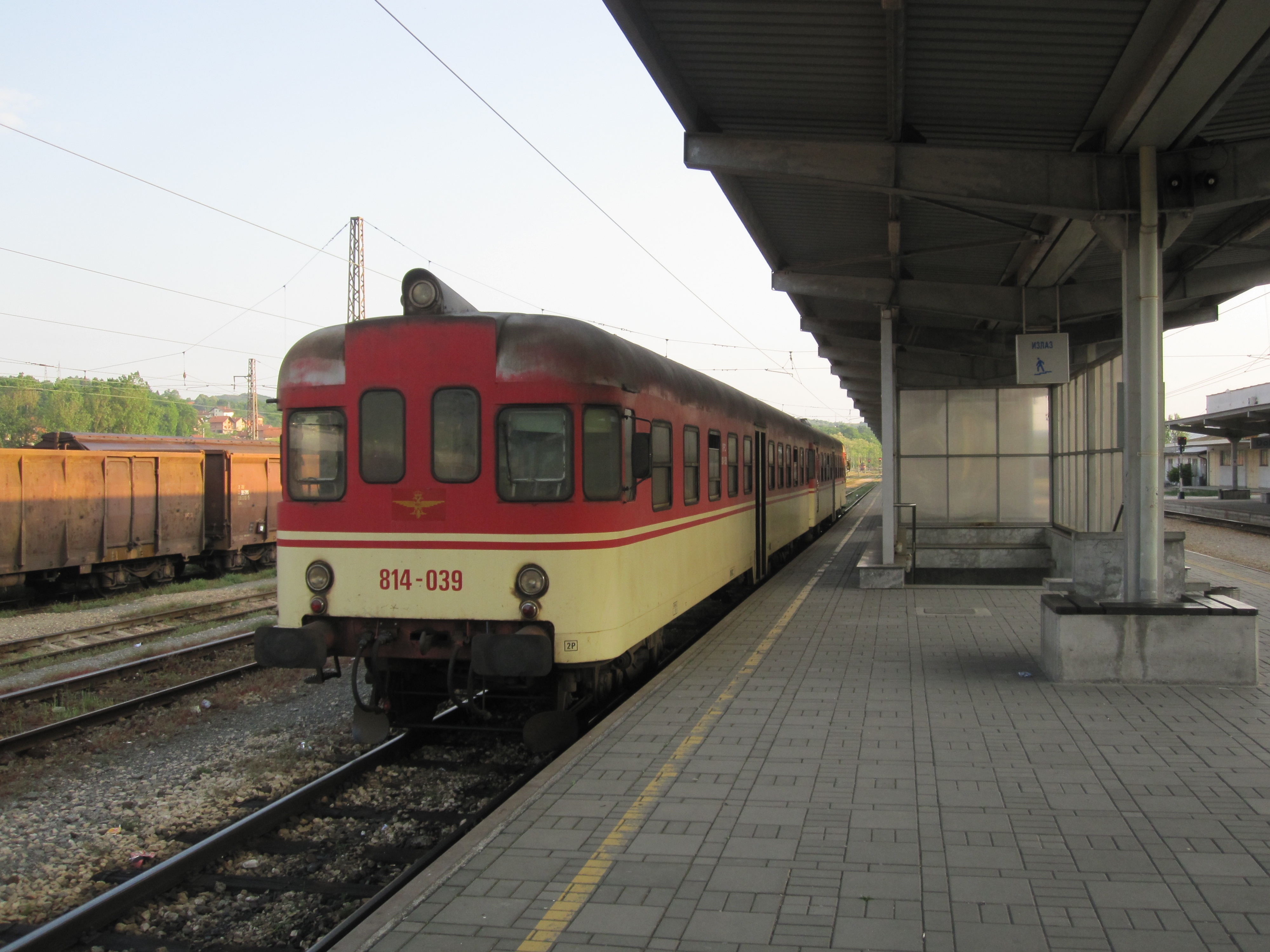
Vlak na nádraží v Doboji

Železniční trať Doboj–Tuzla je jednokolejná neelektrizovaná trať, která spojuje města Doboj a Tuzla v severní části Bosny a Hercegoviny. Slouží především pro nákladní, ale také i osobní dopravu.

## Historie
Trať byla vybudována původně jako odbočka z hlavní bosenské úzkorozchodné trati ze Sarajeva. Stavební práce byla zahájeny nedlouho poté, co byla na Berlínském kongresu předána Bosna a Hercegovina pod správu Rakousko-Uhersku. Dokončena byla roku 1886. Trať je vedena údolím řeky Spreči a pomoci měla především pro rozvoj průmyslu v oblasti dnešní Tuzly a zajištění dopravy z nedalekých solných dolů v okolí obce Simin Han a hnědého uhlí.[zdroj?]
Původně byla součástí trati i šestikilometrová odbočka do města Gračanica se stavbami dočasné povahy. Z Tuzly dále pokračovala trať i do města Simin Han, odkud byla později zrušena. Celková délka trati tehdy činila 66,7 km.[zdroj?]
Po skončení druhé světové války byla v rámci první pětiletky přebudována a zmodernizována. Rozchod kolejí byl změněn na standardní (1435 mm). Zrušen byl v této době i úsek do Simin Hanu a další odbočky. Trať byla nově trasována a zbudováno bylo několik tunelů.[zdroj?] V okolí Tuzly byly později ještě vybudovány nové tratě (Brčko-Banovići a Tuzla-Zvornik). Modernizace trati umožnila rozvoj průmyslu v okolí Tuzly, během existence socialistické Jugoslávie v druhé polovině 20. století díky ní bylo přepravováno uhlí z povrchového dolu u Lukavace. Provozovatelem dráhy byly až do války v Bosně Jugoslávské železnice, poté byla trať v souladu s mírovou dohodou z Daytonu rozdělena a předána do správy Železnic Republiky srbské (západní část) a Železnic FBiH (východní část).[zdroj?]
Od 15. prosince 2019 je osobní doprava provozována pouze v úseku Doboj - Petrovo Novo. V roce 2020 zde bylo v provozu 5 párů osobních zastávkových vlaků (tzv. putničky), z toho jeden pár jezdil pouze v pracovní dny.

## Stanice
- Doboj
- Jošava
- Suho Polje
- Tekučica
- Boljanić
- Boljanić Novi
- Karanovac
- Sočkovac
- Kakmuž
- Petrovo
- Petrovo Novo
- Miričina
- Dobošnica
- Puračić
- Lukavac
- Lukavac Tvornica
- Bistrac
- Bosanska Poljana
- Kreka
- Tuzla